# Andrzej Stanisław Załuski
Andrzej Stanisław Kostka Załuski nasceu em Luc'k, em 2 de dezembro de 1695, filho de Aleksander Józef, voivoda de Rawa, e de Teresa Potkańska. Faleceu em Cracóvia, em 16 de dezembro de 1758.  Foi um bispo católico da Polônia.

## Biografia[2]
Ele pertencia a uma família moderadamente rica de proprietários de terras da pequena nobreza fundiária do clã étnico de Junosza, como Stanisław Karnkowski e Józef Zaliwski. Ele recebeu uma educação completa, que - graças ao apoio de seu tio Andrzej Chryzostom Załuski, que serviu como bispo de Kiev, e mais tarde também como bispo de Płock e Vármia - abriu as portas para uma carreira de muitos altos cargos e prestígio, tanto na igreja quanto no estado. Se tornou pároco em Płock aos dezesseis anos e depois continuou seus estudos em uma escola secundária em Gdańsk. Em 1716, ele e seu irmão iniciaram uma viagem pelos países da Europa Ocidental, que resultou na obtenção de doutorado em ambas as leis (canônica e civil) pela Pontifícia Universidade de Roma. Foi abade, e depois atuou como bispo de Płock (1723), bispo de Luc'k (1736), sua cidade natal, e depois atuou como bispo de Chełmża e Cracóvia.
Ele também foi o chanceler da Academia de Cracóvia, que, juntamente com outras instituições de ensino superior, teve uma difícil subsistência nos tempos saxões, anos de completa estagnação científica. Ele apoiou os jesuítas poloneses.
De 1735 a 1746 foi grão-chanceler da Polônia e, como outros religiosos da época (Teodor Andrzej Potocki, Władisław Aleksander Łubieński, e seu irmão Józef), foi um promotor da cultura iluminista na Polônia, e fundou a Biblioteca Załuski e o seminário Pułtusk.

## Genealogia episcopal e sucessão apostólica
Sua genealogia episcopal é:
- Cardeal Scipione Rebiba
- Cardeal Giulio Antonio Santori
- Cardeal Girolamo Bernerio, OP
- Bispo Cláudio Rangoni
- Arcebispo Wawrzyniec Gembicki
- Arcebispo Jan Wężyk
- Bispo Piotr Gembicki
- Bispo Jan Gembicki
- Bispo Bonawentura Madaliński
- Bispo Jan Małachowski
- Arcebispo Stanisław Szembek
- Bispo Felicjan Konstanty Szaniawski
- Bispo Andrzej Stanisław Załuski

A sucessão apostólica é:
- Arcebispo Jakub Stefan Augustynowicz (1737)
- Bispo Jerzy Mikołaj Hylzen (1746)
- Arcebispo Adam Ignacy Komorowski (1749)
- Arcebispo Antoni Kazimierz Ostrowski (1753)
- Bispo Franciszek Podkański, SI (1753)